# Aurélie Névot
Aurélie Névot (* 16. Oktober 1975) ist eine französische Anthropologin und Ethnologin, die an der École des Hautes Études en sciences sociales Paris (EHESS) als Forscherin des Centre national de la recherche scientifique (CNRS) tätig ist. 

## Leben und Werk
Névot studierte in Straßburg und Paris Soziologie und Ethnologie und schloss das Studium 2003 mit dem Ph.D. ab. Die Habilitation erfolgte 2017. Seit 1998 betrieb sie mehrere Jahre Feldforschung in China. Seit 2006 hat sie eine Forschungsstelle auf Lebenszeit am Centre national de la recherche scientifique inne. 
In ihren Forschungen beschäftigt sie sich – im Ausgang ihrer Feldforschungen über die Yi-Nationalität in Yunnan (China) – mit schriftbasierten Schamanismen („scriptural shamanism“). Ihre Arbeit fokussierte sich dabei zunächst auf Riten und Mythen dieser chinesischen Minderheit, die sie auch übersetzte und kommentierte. Seit mehreren Jahren weitet sie ihre Forschungen über Schrift und Skripturalität in einer fächerübergreifenden Perspektive aus. 
Die Arbeiten Névots sind interdisziplinär ausgerichtet. Einerseits kreuzen sich in ihren Forschungen zum schriftbasierten Schamanismus ethnographische, anthropologische und philosophische Ansätze. Dabei nimmt sie phänomenologische Ausarbeitungen auf (etwa bei Maurice Merleau-Ponty), knüpft zugleich auch aber an die zeitgenössische Debatte um eine „ontologische Wende“ in der Anthropologie an (im Anschluss an Philippe Descola und Viveiros de Castro). Andererseits trägt sie zur Entwicklung einer „Anthropologie der Architektur“ bei, indem sie Architekturwerke als Schriftzeugnisse liest, deren Symbolik dechiffriert und auf ihren Sinngehalt ausgelegt werden muss. 

## Veröffentlichungen (Auswahl)
- Comme le sel, je suis le cours de l'eau. Le chamanisme à écriture des Yi du Yunnan (Chine). Société d’ethnologie, Nanterre 2008, ISBN 978-2901161837
- Versets chamaniques. Le Livre du sacrifice à la terre (textes rituels du Yunnan, Chine). Société d’ethnologie, Nanterre 2013, ISBN 978-2365190015
- De l’un à l’autre. Maîtres et disciples. Verlag CNRS, Paris 2013, ISBN 978-2271076847
- La Couronne de l’Orient. Le centre du monde à Shanghai. Verlag CNRS, Paris 2014, ISBN 978-2271080455
- Masters of Psalmody (bimo) Scriptural Shamanism in Southwestern China. Brill, Leiden 2019, ISBN 978-90-04-41483-9